# Dame von Ro

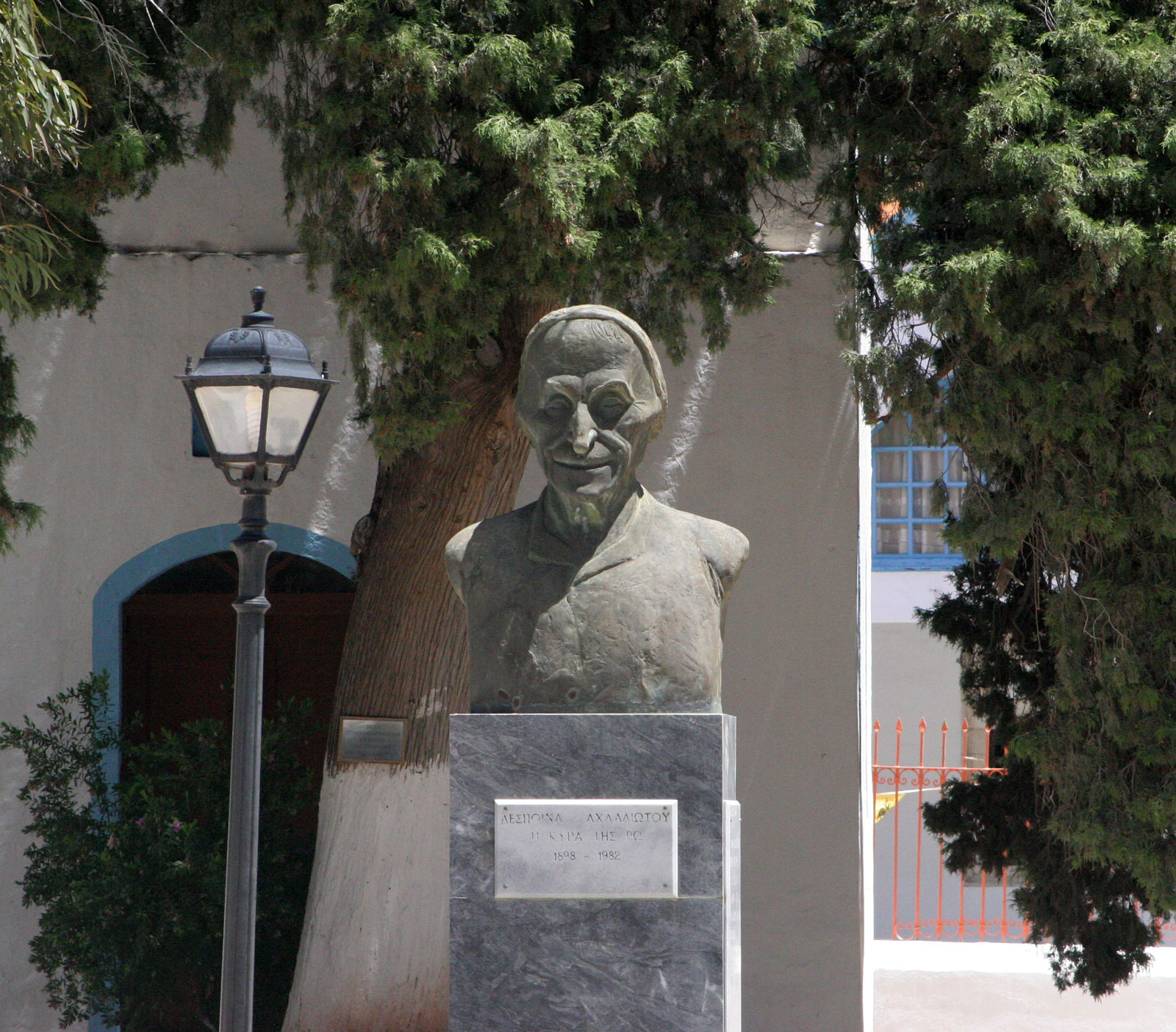
Dame von Ro

Die Dame von Ro (griechisch Κυρά της Ρω Kyrá tis Ro), bürgerlich Despina Achladioti oder Achladiotou (Δέσποινα Αχλαδιώτη / Αχλαδιώτου, * 1890, 1893 oder 1898 auf Kastelorizo, Osmanisches Reich; † 13. Mai 1982 auf Rhodos), wurde als griechische Patriotin bekannt, weil sie jahrelang allein auf der kleinen griechischen Felseninsel Ro bei Kastelorizo lebte und täglich die griechische Flagge hisste.

## Leben
Die Lebensgeschichte von Despina Achladioti ist überwiegend mündlich überliefert, es existieren kaum verlässliche Quellen. Ein pensionierter griechischer Admiral aus Kastellorizo und ein Interview in einer Fernsehsendung 1982 beim Sender ERT haben maßgeblich zu Achladiotis Bekanntheit in Griechenland beigetragen. An der Verbreitung der teilweise widersprüchlichen Lebensdaten haben Dokumentationen, Zeitungsartikel und Internet mitgewirkt. So existieren verschiedene Varianten ihres Familiennamens und ihres Geburtsjahrs, wie auf dem Denkmal in Kastelorizo und ihrem Grab auf Ro. Ob Achladioti bis in die 1960er-Jahre oder bis kurz vor ihrem Tod alleine auf Ro lebte, ist ungeklärt, ebenso ab wann sie die griechische Flagge auf der Insel hisste.
Despina Achladioti zog 1927 mit ihrem Mann Kostas auf die kleine Felseninsel Ro, als diese noch zum italienischen Hoheitsgebiet des Dodekanes gehörte und nur zeitweise von einigen wenigen Menschen bewohnt war. Zur Selbstversorgung betrieb das Paar Gemüseanbau, Ziegen-, Schaf- und Kleintierhaltung und stellte eigenen Käse her. Als ihr Mann 1940 verstarb, blieb sie mit ihrer blinden Mutter auf der Insel; nach deren Tod lebte sie ganz allein auf Ro. Im Zweiten Weltkrieg soll sie der griechischen Spezialeinheit Ieros Lochos und alliierten Einheiten Unterstützung geleistet haben, indem sie die Besatzungen ankommender Schiffe versorgte.
Bekannt wurde sie als Dame von Ro, weil sie angeblich ab 1943 jeden Morgen die griechische Fahne aufzog und sie am Abend wieder einholte, um so klarzumachen, dass es sich bei Ro um eine griechische Insel handelt. Mehrfach wurde von türkischer Seite versucht, durch das Hissen der eigenen Flagge die Insel für sich zu beanspruchen, obwohl Kastelorizo mit umliegenden Inseln durch das Abkommen von Paris seit 1947 zu Griechenland gehört. Die Dame von Ro holte jedes Mal die türkische Flagge ein und hisste weiterhin die griechische Fahne. Durch ihre Anwesenheit auf dieser strategisch wichtigen Insel stellte sie sicher, dass Ro in griechischen Händen blieb. Das erreichte sie ohne die Unterstützung anderer. Dafür wurde sie 1975 von der Griechischen Marine und der Athener Akademie ausgezeichnet.
Nach ihrem Tod in einem Krankenhaus auf Rhodos wurde Despina Achladioti auf der Insel Ro direkt unterhalb des Fahnenmastes beigesetzt, auf dem einst ihre griechische Fahne wehte.

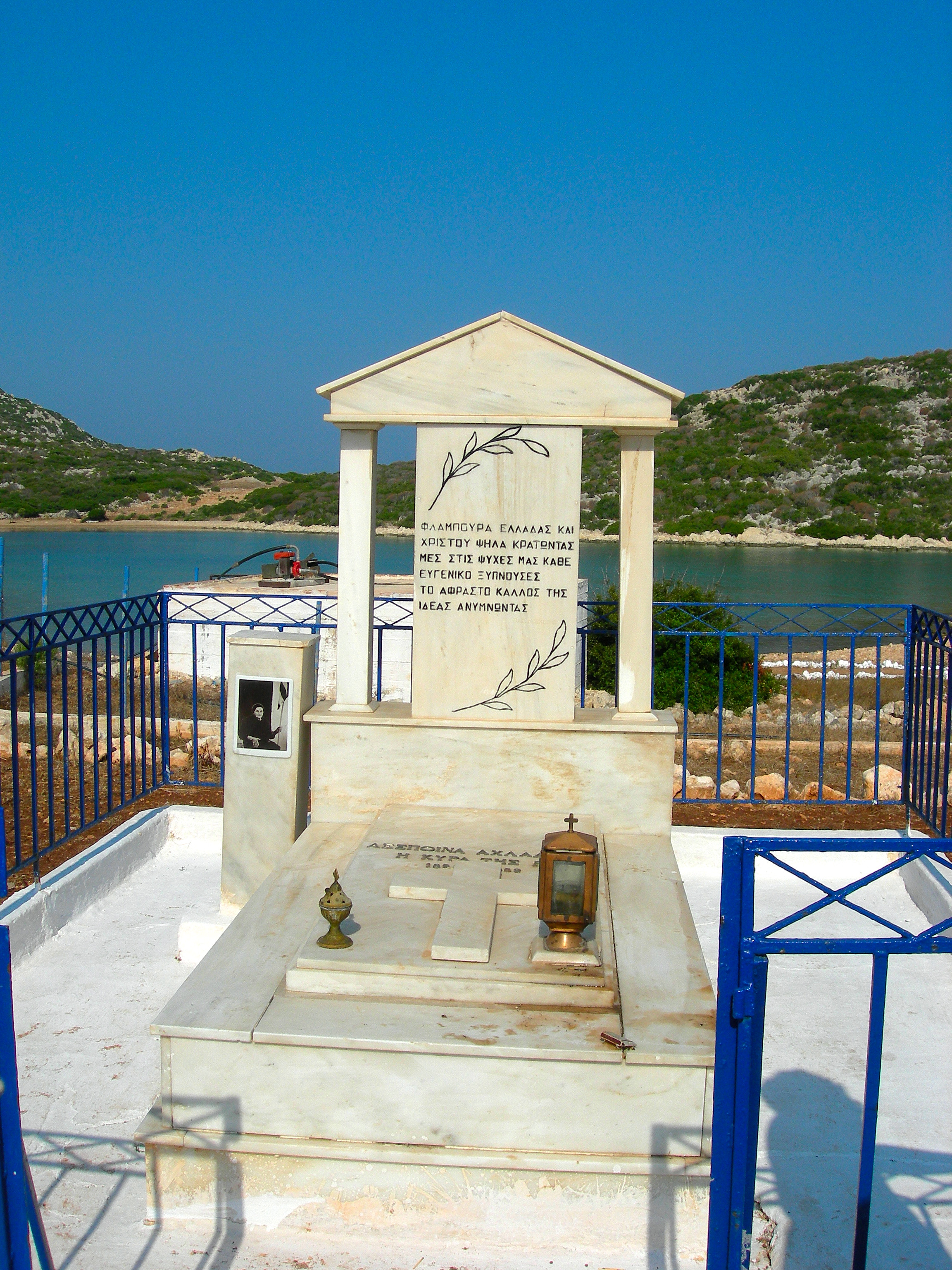
Grab der Dame von Ro auf der Insel Ro

## Ehrungen
Die Dame von Ro ist auf einer Gedenkbriefmarke der Griechischen Post ELTA (ΕΛΤΑ) vom Juli 1983 abgebildet. Nach ihr wurden in Iraklio, Rhodos und Chaidari Straßen benannt.
Wegen ihrer patriotischen Haltung und ihres Einsatzes für die Insel Ro ist ihr Porträt auch auf der 10-Euro-Silber-Gedenkmünze anlässlich des 200-jährigen Jubiläums der Griechischen Revolution zu sehen.